# Cesare Caporali

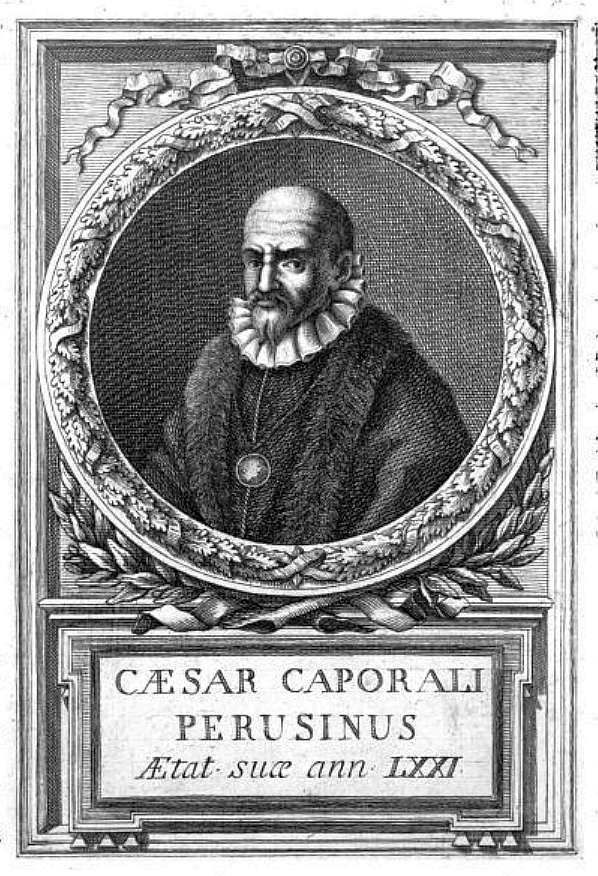
Cesare Caporali.

Cesare Caporali, född den 20 juni 1531 i Panicale, död den 18 december 1601 i Castiglione del Lago, var en italiensk skald. 
Caporali, som en tid var guvernör över Atri, var Francesco Bernis berömdaste efterhärmare. Hans satirer Capitoli, Viaggio al Parnaso, Vita di Mecenate med fler utmärks av behag, livlighet och moralisk renhet. De utkom samlade 1770 i Perugia under titeln Rime.